# Nocera
Maria Nocera, conhecida pelos seus nomes artísticos Nocera ou DJ Nocera (Sicília, Itália, 19 de março de 1967) é uma cantora de freestyle e trip hop, DJ e compositora. Nocera é melhor lembrada por  suas canções "Summertime, Summertime" e "Let's Go", que alcançaram as posições #2 e #8 respectivamente na Billboard Hot Dance Club Songs